# Brouardel Point
Der Brouardel Point (französisch Pointe Brouardel)  ist eine Landspitze nördlich des Port Charcot an der Westseite der Halbinsel des Mount Lacroix auf der Booth-Insel im Wilhelm-Archipel vor der Westküste der Antarktischen Halbinsel.
Teilnehmer der Vierten Französischen Antarktisexpedition (1903–1905) kartierten die Landspitze als Erste. Der Expeditionsleiter und Polarforscher Jean-Baptiste Charcot benannte sie nach dem französischen Rechtsmediziner und Pathologen Paul Brouardel (1837–1906) vom Institut de France.